# 塞坎德科勒奇格蘭特
塞坎德科勒奇格蘭特（英語：Second College Grant）是位於美國新罕布什爾州庫斯縣的一個行政鎮區。

## 地方資料
塞坎德科勒奇格蘭特的面積為108.40平方千米，當中陸地面積為107.10平方千米，而水域面積為1.30平方千米。根據2020年美國人口普查的數據，當地共有人口1人，而人口密度為每平方千米0.01人。